# گسل آغاجاری
گسل آغاجاری نوعی راندگی به درازای نزدیک به ۱۵۰ کیلومتر است که راستای شمال‌غربی – جنوب‌شرقی دارد و در اثر عملکرد آن، تاقدیس آغاجاری و تاقدیس پازنان بر روی دشت آبرفتی آغاجاری رانده شده‌اند.
گسل آغاجاری یک گسل فشاری (راندگی معکوس) و قاشقی بوده که با شیب ۳۰ درجه به سمت شمال‌شرقی در پهنه زاگرس چین‌خورده قرار داشته و شاخه شمال‌شرقی از گسل جبهه کوهستان به‌شمار می‌آید.